# Typhlodromus evectus
Typhlodromus evectus är en spindeldjursart som först beskrevs av Schuster 1966.  Typhlodromus evectus ingår i släktet Typhlodromus och familjen Phytoseiidae. Inga underarter finns listade i Catalogue of Life.